# Il cobra (film 1967)
Il cobra è un film del 1967, diretto da Mario Sequi.

## Trama
Agenti americani operano nel Mediterraneo per smantellare una potente organizzazione criminale che traffica droga.